# En plats i solen
En plats i solen – dziewiąty album studyjny zespołu rockowego Kent, pochodzącego ze Szwecji. Został wydany 30 czerwca 2010 roku. Singlem promującym album jest piosenka "Gamla Ullevi" / "Skisser för sommaren". Na płycie znalazły się przede wszystkim utwory, które nie zmieściły się na wcześniejszym krążku Röd; zespół chciał je wydać póki były jeszcze świeże. Stylistycznie jest to kontynuacja elektronicznego podejścia do muzyki rockowej, znana z kilku wcześniejszych wydawnictw zespołu.

## Lista utworów
Wszystkie piosenki zostały napisane przez Joakima Berga.
1. Glasäpplen - 4:48
2. Ismael - 4:25
3. Skisser för sommaren - 4:14
4. Ärlighet Respekt Kärlek - 4:28
5. Varje gång du möter min blick – 4:27
6. Ensam lång väg hem - 4:11
7. Team building - 3:58
8. Gamla Ullevi - 3:38
9. Minimalen - 4:21
10. Passagerare - 4:18

## Muzycy
- Joakim Berg – wokal, gitara rytmiczna
- Martin Sköld – bas, keyboard
- Sami Sirviö – gitara prowadząca, keyboard
- Markus Mustonen – perkusja, keyboard, pianino

## Notowania
| Notowanie (2010)       | Najwyższa pozycja |
| ---------------------- | ----------------- |
| Danish Albums Chart    | 4                 |
| Finnish Albums Chart   | 1                 |
| Norwegian Albums Chart | 2                 |
| Swedish Albums Chart   | 1                 |